# Margarita de Austria (1610-1617)
Margarita de Austria y Austria-Estiria (Lerma, 25 de mayo de 1610-Madrid, 11 de marzo de 1617) fue una infanta de España del siglo XVII.

## Biografía
Era la séptima de los hijos del matrimonio formado por el rey Felipe III de España y la reina Margarita de Austria-Estiria y la cuarta de sus hijas, tras Ana, María y María Ana.
Nació en Lerma, capital de los estados del valido de su padre, el duque de Lerma, que se encontraba aún en su privanza. El parador nacional de turismo de Lerma aún conserva la estancia donde tuvo lugar su alumbramiento, la actual suite número 106. El 10 de junio de 1610, en la festividad del Corpus, fue bautizada en el Monasterio de la Ascensión de Nuestro Señor de Lerma por el arzobispo de Toledo, Bernardo de Sandoval; siendo sus padrinos su hermana mayor, la entonces infanta Ana Mauricia y el propio duque de Lerma. En honor a este último padrino recibió como segundo nombre el de Francisca. Fue portada hasta la pila bautismal por su padrino de bautismo.
A los seis años sabía ya leer y escribir y leía el catecismo. Sabemos que gustaba de las prácticas piadosas.

Murió en el Alcázar de Madrid a la edad de 6 años. Fue llevada con la pompa habitual al monasterio de San Lorenzo de El Escorial. Se encuentra sepultada en la novena cámara del Panteón de Infantes, bajo el epitafio siguiente
Non moriar sed vivam et narrabo opera Domini (No he de morir, viviré, para contar las hazañas del Señor (Sal 117, 17)).